# Jack Vaughn

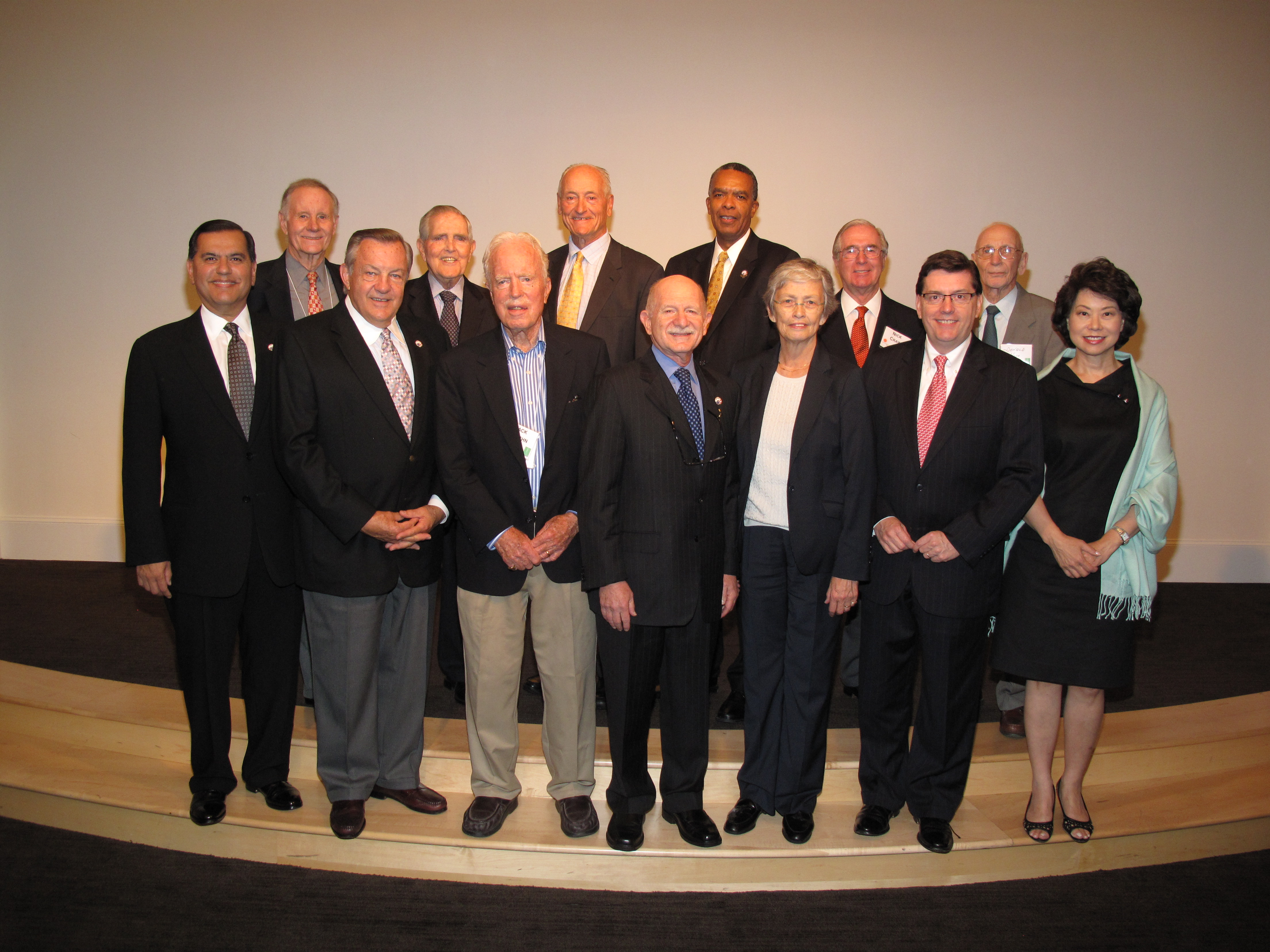
Jack Vaughn (vordere Reihe, Dritter von links) bei einem Treffen der ehemaligen Direktoren des Friedenscorps im Jahr 2011

Jack Hood Vaughn (* 18. August 1920 in Lame Deer, Columbus, Montana; † 29. Oktober 2012 in Tucson, Arizona) war ein US-amerikanischer Diplomat, der unter anderem mehrmals Botschafter sowie zwischen 1965 und 1966 Assistant Secretary of State for Inter-American Affairs im US-Außenministerium war.

## Leben
Jack Hood Vaughn, eines von fünf Kindern des Bekleidungsunternehmers L. H. Vaughn und dessen Ehefrau Lona Vaughn, absolvierte nach dem Schulbesuch ein Studium im Fach Romanische Sprachen an der University of Michigan, das er 1943 mit einem Bachelor of Arts (B.A.) beendete. Danach leistete er während des Zweiten Weltkrieges Militärdienst im US Marine Corps (USMC), mit dem er im Pazifikkrieg eingesetzt wurde. Nach Kriegsende begann er ein postgraduales Studium der Wirtschaftswissenschaften an der University of Michigan und schloss dieses mit einem Master of Science (M.Sc. Economics) ab. Danach wurde er Mitarbeiter der Informationsbehörde USIA (US Information Agency) und Leiter eines Kulturzentrums in Bolivien. Später wechselte er zur Behörde für internationale Entwicklung USAID (United States Agency for International Development) und war dort zwischen 1959 und 1961 Programmdirektor für Mali, Mauretanien und Senegal. Danach wurde er von Sargent Shriver in das am 1. März 1961 neugegründete Friedenscorps (Peace Corps) berufen und fungierte dort zwischen März 1961 und April 1964 als Direktor für Lateinamerika.
Danach wurde Vaughn am 8. April 1964 zum Botschafter der Vereinigten Staaten in Panama ernannt, wo er am 6. Mai 1964 als Nachfolger von Joseph S. Farland sein Akkreditierungsschreiben überreichte. Er verblieb auf diesem Posten bis zum 27. Februar 1965 und wurde daraufhin von Charles Wallace Adair, Jr. abgelöst. Am 11. März 1965 wurde er als Nachfolger von Thomas C. Mann Leiter der Unterabteilung Interamerikanische Angelegenheiten (Assistant Secretary of State for Inter-American Affairs) im US-Außenministerium. Er bekleidete dieses Amt bis zum 28. Februar 1966, ehe Lincoln Gordon am 9. März 1966 diese Aufgabe übernahm.
Jack Vaughn selbst wurde am 1. März 1966 als Nachfolger von Sargent Shriver zweiter Direktor des Peace Corps und bekleidete diese Funktion bis zum 30. April 1969, woraufhin Joseph Blatchford sein Nachfolger wurde. Danach wurde er am 27. Mai 1969 zum US-Botschafter in Kolumbien ernannt und übergab dort am 9. Januar 1969 als Nachfolger von Reynold E. Carlson sein Beglaubigungsschreiben. Er verblieb auf diesem Posten bis zum 25. Juni 1970 und wurde danach von Leonard J. Saccio abgelöst. Danach schied er aus Protest gegen die Außenpolitik von US-Präsident Richard Nixon zurück, dessen Schwerpunkte im Vietnamkrieg und Nahostkonflikt lagen, während Vaughn eine Vernachlässigung Lateinamerikas befürchtete.
Nach seinem Ausscheiden aus dem Regierungsdienst fungierte Vaughn als Präsident der National Urban Coalition sowie als Dekan für Internationale Studien der Florida International University (FIU). Er war des Weiteren Direktor der internationalen Programme des Children’s Television Workshop (CTW), der unter anderem die ausländischen Versionen der Sesamstraße produzierte, sowie Präsident der Föderation für geplante Elternschaft PPFA (Planned Parenthood Federation of America). Darüber hinaus fungierte er zeitweilig als Vorsitzender von Conservation International (CI), die sich weltweit für Biodiversität einsetzt, sowie Vorsitzender von Ecotrust, einer zum Schutz der tropischen Regenwälder gegründeten Organisation.
Aus seiner ersten, geschiedenen Ehe mit Joanne Smith ging eine Tochter hervor. Aus seiner zweiten Ehe mit Margaret Weld stammten zwei weitere Töchter sowie ein Sohn.